# ドゥーリー郡 (ジョージア州)
ドゥーリー郡（ドゥーリーぐん、英: Dooly County）は、アメリカ合衆国ジョージア州の中央部に位置する郡である。2010年国勢調査での人口は14,918人であり、2000年の11,525人から29.4%増加した。郡庁所在地はビエナ市（人口4,011人）であり、同郡で人口最大の都市でもある。

## 歴史
ドゥーリー郡は1821年5月15日にジョージア州議会の法により設立された。クリーク族インディアンから譲渡された土地に造られた郡の1つだった。郡庁所在地はビエナである。
ドゥーリー郡の初期領域の中から、クリスプ郡全郡が設立され、メイコン郡、プラスキ郡、ターナー郡、ウィルコックス郡、ワース郡の一部がそれぞれの設立に使われた。
郡名は、アメリカ独立戦争の軍人であり、1779年にロイヤリストの告発に参加し、翌年彼等に殺されたジョン・ドゥーリー大佐に因んで名付けられた。
郡出身の著名人としては、州知事を務めたジョージ・バスビー、アメリカ合衆国上院議員を務めたウォルター・F・ジョージ、ジミー・カーターが知事と大統領を務めたときの報道官だったジョディ・パウェル、オリンピックの陸上競技で金メダルを獲得したロジャー・キングダムがいる。
近年では、NASCARのドライバー、デイビッド・ラーガンがいる。ラーガンはユナディラの出身であり、現在は、ジャック・ラウシュのラウシュ・フェンウェイ・レーシング・チームで、スプリントカップに出場しているUPSのフォードを運転している。

## 地理
アメリカ合衆国国勢調査局に拠れば、郡域全面積は397.07平方マイル (1,028.4 km2)であり、このうち陸地392.88平方マイル (1,017.6 km2)、水域は4.19平方マイル (10.9 km2)で水域率は1.06%である。

### 主要高規格道路

#### 州間高速道路
- 州間高速道路75号線

#### アメリカ国道
- アメリカ国道41号線

#### ジョージア州道
- ジョージア州道7号線
- ジョージア州道27号線
- ジョージア州道90号線
- ジョージア州道215号線
- ジョージア州道230号線
- ジョージア州道230号線接続路
- ジョージア州道257号線
- ジョージア州道329号線
- ジョージア州道401号線

### 隣接する郡
- ハウストン郡 - 北東
- プラスキ郡 - 東
- ウィルコックス郡 - 南東
- クリスプ郡 - 南
- サムター郡 - 西
- メイコン郡 - 北西

## 経済
ジョージア州の公式バーベキュー料理選手権であるビッグ・ピッグ・ジグが、毎年秋にドゥーリー郡で開催され、全国から観衆を集めている。また綿花とピーナッツの生産でも有名である。

## 人口動態
以下は2000年の国勢調査による人口統計データである。
| 基礎データ - 人口: 11,525人 - 世帯数: 3,909 世帯 - 家族数: 2,767 家族 - 人口密度: 11人/km2（29人/mi2） - 住居数: 4,499軒 - 住居密度: 4軒/km2（12軒/mi2） 人種別人口構成 - 白人: 45.97% - アフリカン・アメリカン: 49.54% - ネイティブ・アメリカン: 0.16% - アジア人: 0.43% - 太平洋諸島系: 0.11% - その他の人種: 2.88% - 混血: 0.91% - ヒスパニック・ラテン系: 4.66% | 年齢別人口構成 - 18歳未満: 25.6% - 18-24歳: 10.3% - 25-44歳: 29.8% - 45-64歳: 22.5% - 65歳以上: 11.8% - 年齢の中央値: 35歳 - 性比（女性100人あたり男性の人口） - 総人口: 109.5 - 18歳以上: 111.7 世帯と家族（対世帯数） - 18歳未満の子供がいる: 33.6% - 結婚・同居している夫婦: 45.1% - 未婚・離婚・死別女性が世帯主: 20.5% - 非家族世帯: 29.2% - 単身世帯: 25.9% - 65歳以上の老人1人暮らし: 11.4% - 平均構成人数 - 世帯: 2.62人 - 家族: 3.14人 | 収入と家計 - 収入の中央値 - 世帯: 27,980米ドル - 家族: 35,337米ドル - 性別 - 男性: 26,670米ドル - 女性: 19,076米ドル - 人口1人あたり収入: 13,628米ドル - 貧困線以下 - 対人口: 22.1% - 対家族数: 18.0% - 18歳未満: 29.5% - 65歳以上: 21.2% |

## 都市と町
- バイロムビル
- ドゥーリング
- リリー
- パインハースト
- ユナディラ
- ビエナ - 郡庁所在地

## 教育
郡内の公共教育はドゥーリー郡教育学区が管轄している。私立学校としては、フリントン・アカデミーとフェイス・クリスチャン学校・教会がある。